# Gare d’Ajaccio
Gare d’Ajaccio vasútállomás Franciaországban, Ajaccio városban, Korzika szigetén.

## Vasútvonalak

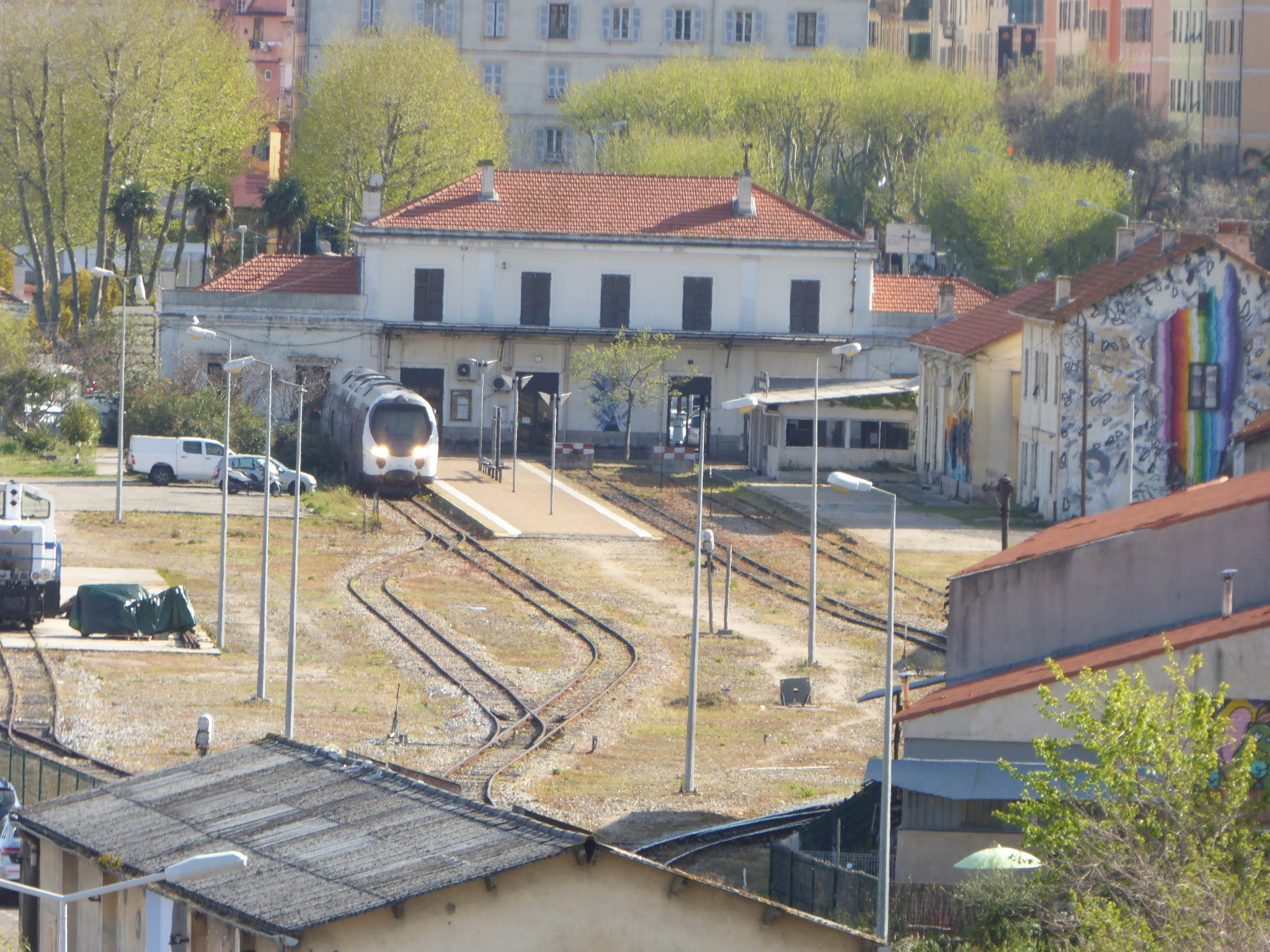
Vágányok

Az állomást az alábbi vasútvonalak érintik:
- Bastia-Ajaccio-vasútvonal

## Kapcsolódó állomások
A vasútállomáshoz az alábbi állomások vannak a legközelebb:
- Gare des Salines